# Championnat de Belgique de football de deuxième division 1949-1950
Navigation
saison précédente saison suivante
Le Championnat de Belgique de football de Division 1 1949-1950 est la 33e édition du championnat de deuxième niveau national du football en Belgique. La compétition se déroule en deux séries de 16 clubs, dont les champions sont promus en Division d'Honneur, et les deux derniers de chaque série relégués en Promotion.

## Clubs participants 1949-1950
Trente-deux clubs prennent part à cette édition, soit le même nombre que lors de la saison précédente. 
Les matricules renseignés en gras existent encore lors de la saison « 2012-2013 ».

### Série A
| #  | Nom                                                       | Mat. | Ville           | Stades                   | En D2 depuis    | Total en D2 | S. précédente          |
| -- | --------------------------------------------------------- | ---- | --------------- | ------------------------ | --------------- | ----------- | ---------------------- |
| 1  | Union Saint-Gilloise Société Royale                       | 10   | St-Gilles       | stade J. Marien          | 1949-1950 (1re) | 1 saison    | Division d'Honneur 16e |
| 2  | Daring Club de Bruxelles Société Royale                   | 2    | Molenbeek       | stade E. Machtens        | 1941-1942 (8e)  | 8 saisons   | 8e Série A             |
| 3  | Royal Cercle Sportif Brugeois                             | 12   | Bruges          | stade E. De Smedt        | 1946-1947 (4e)  | 6 saisons   | 11e Série B            |
| 4  | Royal Uccle Sport                                         | 15   | Uccle           | chaussée de Neerstalle   | 1948-1949 (2e)  | 28 saisons  | 5e Série A             |
| 5  | Royal Courtrai Sports                                     | 19   | Courtrai        | Guldensporenstadion      | 1943-1944 (6e)  | 15 saisons  | 6e Série B             |
| 6  | Royal Union Sportive Tournaisienne                        | 26   | Tournai         | stade G. Horlait         | 1948-1949 (2e)  | 8 saisons   | 9e Série B             |
| 7  | Royal Football Club Renaisien                             | 46   | Renaix          | Parc Lagache             | 1931-1932 (16e) | 16 saisons  | 8e Série B             |
| 8  | Royal White Star Athletic Club                            | 47   | Woluwe-St-L.    | rue Kelle                | 1947-1948 (3e)  | 13 saisons  | 3e Série A             |
| 9  | Royal Gosselies Sports                                    | 69   | Gosselies       | ??                       | 1947-1948 (3e)  | 3 saisons   | 14e Série B            |
| 10 | Sportclub Eendracht Aalst                                 | 90   | Alost           | Bredestraat              | 1947-1948 (3e)  | 6 saisons   | 5e Série B             |
| 11 | Union Royale Namur                                        | 156  | Namur           | stade des Champs-Élysées | 1945-1946 (5e)  | 5 saisons   | 14e Série A            |
| 12 | Koninklijke Football Club Vigor Hamme                     | 211  | Hamme           | ??                       | 1942-1943 (7e)  | 7 saisons   | 13e Série B            |
| 13 | Union Sportive de Centre                                  | 213  | Haine-St-P.     | ??                       | 1948-1949 (2e)  | 10 saisons  | 10e Série B            |
| 14 | Sint-Niklaasse Sportkring                                 | 221  | St-Nicolas/Waas | ??                       | 1947-1948 (3e)  | 5 saisons   | 4e Série B             |
| 15 | Royal Albert Elisabeth Club Mons                          | 44   | Mons            | stade Ch. Tondreau       | 1949-1950 (1re) | 5 saisons   | 1er Promotion A        |
| 16 | Athletische Sportvereniging Oostende Koninklijke Maatsch. | 53   | Ostende         | Albertpark               | 1949-1950 (1re) | 17 saisons  | 1er Promotion B        |

### Localisations Série A
| \| Bruxelles · Daring CB SR · Union St-Gilloise SR · R. Uccle Sport · R. White Star AC AS Oostende CS Brugeois Courtrai Bruxelles Hamme E. Aalst St-Nicolas US Tournai FC Renaix Mons Centre Gosselies UR Namur \| Localisation des clubs engagés en Division 1A 1949-1950 |
| Bruxelles · Daring CB SR · Union St-Gilloise SR · R. Uccle Sport · R. White Star AC AS Oostende CS Brugeois Courtrai Bruxelles Hamme E. Aalst St-Nicolas US Tournai FC Renaix Mons Centre Gosselies UR Namur                                                               |

#### Localisation des clubs bruxellois
Les 4 cercles bruxellois sont :
(5) Daring CB SR
(7) Union St-Gilloise SR
(9) R. Uccle Sport
(14) R. White Star AC

### Série B
| #  | Nom                                        | Mat. | Ville       | Stades            | En D2 depuis    | Total en D2 | S. précédente          |
| -- | ------------------------------------------ | ---- | ----------- | ----------------- | --------------- | ----------- | ---------------------- |
| 1  | Koninklijke Boom Football Club             | 58   | Boom        | ??                | 1949-1950 (1re) | 15 saisons  | Division d'Honneur 15e |
| 2  | Royal Club sportif Verviétois              | 8    | Verviers    | stade de Bielmont | 1948-1949 (2e)  | 15 saisons  | 10e Série A            |
| 3  | Royal Football Club Sérésien               | 17   | Seraing     | stade du Pairay   | 1931-1932 (16e) | 18 saisons  | 6e Série A             |
| 4  | Royal Football Club Bressoux               | 23   | Bressoux    | ??                | 1947-1948 (3e)  | 13 saisons  | 4e Série A             |
| 5  | Koninklijke Lierse Sportkring              | 30   | Lierre      | Het Lisp          | 1948-1949 (2e)  | 8 saisons   | 2e Série B             |
| 6  | Royal Excelsior Football Club Hasselt      | 37   | Hasselt     | Stedelijkestadion | 1938-1939 (9e)  | 19 saisons  | 12e Série A            |
| 7  | Koninklike Tongerse Sportvereniging Cercle | 54   | Tongres     | ??                | 1942-1943 (7e)  | 10 saisons  | 9e Série A             |
| 8  | Football Club Herentals                    | 97   | Herentals   | ??                | 1941-1942 (8e)  | 8 saisons   | 7e Série B             |
| 9  | Racing Club Tirlemont                      | 132  | Tirlemont   | ??                | 1938-1939 (9e)  | 15 saisons  | 7e Série A             |
| 10 | Football Club Turnhout                     | 148  | Turnhout    | Villapark         | 1937-1938 (10e) | 20 saisons  | 3e Série B             |
| 11 | Football Club Winterslag                   | 322  | Winsterslag | Noordlaanstadion  | 1947-1948 (3e)  | 3 saisons   | 13e Série A            |
| 12 | Sint-Truidense Voetbalvereniging           | 373  | Saint-Trond | Stayenveld        | 1948-1949 (2e)  | 2 saisons   | 11e Série A            |
| 13 | Football Club Verbroedering Geel           | 395  | Geel        | ??                | 1942-1943 (7e)  | 7 saisons   | 12e Série B            |
| 14 | Beeringen Football Club                    | 522  | Beringen    | Mijnstadion       | 1945-1946 (5e)  | 5 saisons   | 2e Série A             |
| 15 | Association Sportive Herstalienne          | 82   | Herstal     | ??                | 1949-1950 (1re) | 8 saisons   | 1er Promotion C        |
| 16 | Royale Union Hutoise Football Club         | 76   | Huy         | ??                | 1949-1950 (1re) | 9 saisons   | 1er Promotion D        |

### Localisations Série B
| \| Liège · R. FC Sérésien · R. FC Bressoux · + · AS Herstalienne FC Turnhout FC Herentals Geel Boom Lierse Tirlemont Beringen Winterslag Exc. FC Hasselt St-Trond Tongres Liège U. Hutoise Verviers \| Localisation des clubs engagés en Division 1B 1949-1950 |
| Liège · R. FC Sérésien · R. FC Bressoux · + · AS Herstalienne FC Turnhout FC Herentals Geel Boom Lierse Tirlemont Beringen Winterslag Exc. FC Hasselt St-Trond Tongres Liège U. Hutoise Verviers                                                               |

#### Localisation des clubs liégeois
Les 3 cercles liégeois sont :
(9) FC Sérésien
 (16) R. FC Bressoux
+
 (13) AS Herstalienne

## Classements
- Le nom des clubs est celui employé à l'époque

Légende
- Champion et promu en Division d'Honneur la saison suivante
- Relégation en Promotion (D3) la saison suivante

Abréviations
 : Relégué de Division d'Honneur 1948-1949

 : Promus de Promotion (D3) 1948-1949

### Division 1A
| Rang | Équipe               | Pts | J  | G  | N  | P  | Bp | Bc | Diff |
| ---- | -------------------- | --- | -- | -- | -- | -- | -- | -- | ---- |
| 1    | DARING CB SR         | 45  | 30 | 18 | 9  | 3  | 60 | 23 | +37  |
| 2    | Union St-Gilloise SR | 42  | 30 | 18 | 6  | 6  | 62 | 28 | +34  |
| 3    | R. White Star AC     | 37  | 30 | 14 | 9  | 7  | 60 | 40 | +20  |
| 4    | AS Oostende KM       | 33  | 30 | 13 | 7  | 10 | 46 | 37 | +9   |
| 5    | SC Eendracht Aalst   | 32  | 30 | 12 | 8  | 10 | 36 | 29 | +7   |
| 6    | Sint-Niklaasse SK    | 32  | 30 | 12 | 8  | 10 | 54 | 49 | +5   |
| 7    | R. AEC Mons          | 31  | 30 | 12 | 7  | 11 | 47 | 41 | +6   |
| 8    | K. Kortrijk Sport    | 31  | 30 | 13 | 5  | 12 | 47 | 40 | +7   |
| 9    | R. Uccle Sport       | 29  | 30 | 10 | 9  | 11 | 38 | 45 | -7   |
| 10   | R. US Tournaisienne  | 29  | 30 | 12 | 5  | 13 | 44 | 52 | -8   |
| 11   | R. CS Brugeois       | 28  | 30 | 9  | 10 | 11 | 48 | 52 | -4   |
| 12   | R. FC Renaisien      | 28  | 30 | 10 | 8  | 12 | 50 | 49 | +1   |
| 13   | US du Centre         | 28  | 30 | 11 | 6  | 13 | 43 | 57 | -14  |
| 14   | K. FC Vigor Hamme    | 24  | 30 | 9  | 6  | 15 | 34 | 59 | -25  |
| 15   | R. Gosselies Sports  | 24  | 30 | 10 | 4  | 16 | 40 | 55 | -15  |
| 16   | Union Royale Namur   | 7   | 30 | 2  | 3  | 25 | 29 | 82 | -53  |

### Division 1B
| Rang | Équipe                  | Pts | J  | G  | N  | P  | Bp | Bc | Diff |
| ---- | ----------------------- | --- | -- | -- | -- | -- | -- | -- | ---- |
| 1    | BERINGEN FC             | 42  | 30 | 17 | 8  | 5  | 71 | 42 | +29  |
| 2    | K. Lierse SK            | 38  | 30 | 16 | 6  | 8  | 67 | 53 | +14  |
| 3    | K. Boom FC              | 38  | 30 | 17 | 4  | 9  | 71 | 46 | +25  |
| 4    | AS Herstalienne         | 34  | 30 | 12 | 10 | 8  | 47 | 34 | +13  |
| 5    | R. CS Verviétois        | 32  | 30 | 15 | 2  | 13 | 51 | 50 | +1   |
| 6    | FC Herentals            | 31  | 30 | 11 | 9  | 10 | 52 | 37 | +15  |
| 7    | RC Tirlemont            | 29  | 30 | 10 | 9  | 11 | 56 | 51 | +5   |
| 8    | R. Excelsior FC Hasselt | 29  | 30 | 10 | 9  | 11 | 55 | 57 | -2   |
| 9    | R. FC Sérésien          | 28  | 30 | 11 | 6  | 13 | 48 | 50 | -2   |
| 10   | FC Turnhout             | 28  | 30 | 11 | 6  | 13 | 48 | 57 | -9   |
| 11   | R. Union Hutoise FC     | 28  | 30 | 12 | 4  | 14 | 38 | 50 | -12  |
| 12   | Sint-Truidense VV       | 26  | 30 | 9  | 8  | 13 | 59 | 68 | -9   |
| 13   | R. FC Bressoux          | 26  | 30 | 9  | 8  | 13 | 56 | 64 | -8   |
| 14   | K. Tongerse SV Cercle   | 26  | 30 | 10 | 6  | 14 | 51 | 63 | -12  |
| 15   | FC Winterslag           | 23  | 30 | 10 | 3  | 17 | 49 | 76 | -27  |
| 16   | FC Verbroedering Geel   | 22  | 30 | 9  | 4  | 17 | 46 | 67 | -21  |

### Meilleurs buteurs
- Série A :  Charles Annicq (R. FC Renaisien), 24 buts
- Série B :  Léopold Appeltants (St-Truidense VV), 23 buts

## Récapitulatif de la saison
- Champions : 
  - Série A : Daring CB SR (1er titre de D2)
  - Série B : Beeringen FC (1er titre de D2)

- Quatorzième titre de D2 pour la Province de Brabant
- Premier titre de D2 pour la Province de Limbourg

| Région flamande (17)            | Région flamande (17) | Province de Brabant (5)      | Province de Brabant (5) | Région wallonne (10)   | Région wallonne (10) |
| ------------------------------- | -------------------- | ---------------------------- | ----------------------- | ---------------------- | -------------------- |
| Province d'Anvers               | 5                    | Région de Bruxelles-Capitale | 4                       | Province de Hainaut    | 4                    |
| Province de Flandre-Occidentale | 3                    | Province du Brabant flamand  | 1                       | Province de Liège      | 5                    |
| Province de Flandre-Orientale   | 4                    | Province du Brabant wallon   | 0                       | Province de Luxembourg | 0                    |
| Province de Limbourg            | 5                    |                              |                         | Province de Namur      | 1                    |

1. ↑  Au niveau footballistique, la province de Brabant est toujours unitaire malgré sa partition territoriale en 1995.

### Admission et relégation
Le Daring CB SR et Beeringen FC gagnent le droit de monter en Division d'Honneur, où ils remplacent le Lyra et le Stade Louvaniste.
Les quatre équipes reléguées  sont remplacées par les quatre champions de Promotion (D3): Izegem, Dendermonde, Tubantia et Helzold.

### Débuts au deuxième niveau national
L'Union Saint-Gilloise est le 93e club différent à évoluer au deuxième niveau national du football belge (le 16e de la Province de Brabant - le 10e Bruxellois). Depuis 1901 (soit 40 saisons), le « matricule 10 » n'a joué que dans la plus haute division.